# Nguyễn Tiến Thành (sinh năm 1965)
Nguyễn Tiến Thành (sinh ngày 10 tháng 12 năm 1965) là chính trị gia nước Cộng hòa xã hội chủ nghĩa Việt Nam. Ông hiện là Phó Bí thư thường trực Tỉnh ủy Thái Bình, Bí thư Đảng đoàn, Chủ tịch Hội đồng nhân dân tỉnh Thái Bình. Ông nguyên là Trưởng ban Dân vận Tỉnh ủy Thái Bình; Bí thư Huyện ủy, Chủ tịch Hội đồng nhân dân huyện Vũ Thư, tỉnh Thái Bình; Ủy viên Ban Chấp hành Trung ương Đoàn Thanh niên Cộng sản Hồ Chí Minh, Bí thư Tỉnh đoàn Thái Bình.
Nguyễn Tiến Thành là Đảng viên Đảng Cộng sản Việt Nam, học vị Cử nhân Kế toán sản xuất, Cử nhân Lý luận chính trị. Ông là chính trị gia xuất phát từ quân nhân và công tác thanh niên ở tỉnh Thái Bình.

## Xuất thân và giáo dục
Nguyễn Tiến Thành sinh ngày 10 tháng 12 năm 1965 tại xã Hồng Minh, huyện Hưng Hà, tỉnh Thái Bình, lớn lên và tốt nghiệp 10/10 ở quê nhà. Tháng 9 năm 1983, ông lên thủ đô Hà Nội, theo học Học viện Phòng không – Không quân, tốt nghiệp Sĩ quan Phòng không không quân. Trong quá trình học, ông được kết nạp Đảng Cộng sản Việt Nam vào ngày 20 tháng 12 năm 1985, trở thành đảng viên chính thức vào ngày 20 tháng 12 năm 1986. Trong quá trình công tác, ông theo học đại học, nhận bằng Cử nhân chuyên ngành Kế toán doanh nghiệp sản xuất và theo học tại Học viện Chính trị Quốc gia Hồ Chí Minh, nhận bằng Cử nhân Lý luận chính trị. Nay, ông cư trú tại số 52, đường số 19, Tổ dân phố số 4, phường Trần Hưng Đạo, thành phố Thái Bình.

## Sự nghiệp

### Quân đội và thanh niên
Tháng 8 năm 1986, sau khi tốt nghiệp sĩ quan, Nguyễn Tiến Thành được phong quân hàm Trung úy, là Đại đội phó quân sự của Đại hội 1, Tiểu đoàn 46, Lữ đoàn 255, Sư đoàn 363 Quân chủng Phòng không – Không quân. Tháng 3 năm 1990, ông xuất ngũ, chuyển sang công tác ở Đoàn Thanh niên Cộng sản Hồ Chí Minh tỉnh Thái Bình, nhậm chức Phó ban Xây dựng Đoàn, Ủy viên Ban Chấp hành Tỉnh đoàn Thái Bình. Sau đó, ông là Trưởng ban Xây dựng Đoàn, Phó Bí thư rồi Bí thư Chi bộ cơ quan, Ủy viên Ban Thường vụ Tỉnh đoàn Thái Bình. Tháng 9 năm 1996, ông nhậm chức Phó Bí thư thường trực Tỉnh đoàn Thái Bình. Tháng 12 năm 2000, tại Đại hội Đảng bộ tỉnh Thái Bình lần thứ 16, Nguyễn Tiến Thành được bầu làm Ủy viên Ban Chấp hành Đảng bộ tỉnh, Bí thư Tỉnh đoàn, Chủ tịch Hội Liên hiệp Thanh niên Việt Nam tỉnh Thái Bình. Tháng 12 năm 2002, tại Đại hội đại biểu toàn quốc Đoàn Thanh niên, ông được bầu làm Ủy viên Ban Chấp hành Trung ương Đoàn Thanh niên Cộng sản Hồ Chí Minh khóa VIII.

### Cơ quan Thái Bình
Tháng 4 năm 2007, Nguyễn Tiến Thành được điều chuyển làm Phó Chủ nhiệm Ủy ban Kiểm tra Tỉnh ủy Thái Bình. Tháng 7 năm 2008, ông được điều về huyện Vũ Thư, vào Ban Thường vụ Huyện ủy, nhậm chức Bí thư Huyện ủy, được bầu làm Chủ tịch Hội đồng nhân dân huyện Vũ Thư. Ông công tác ở Vũ Thư giai đoạn 2008–13 rồi được điều chuyển làm Phó Trưởng ban thường trực phụ trách Ban Dân vận Tỉnh ủy Thái Bình từ tháng 4 năm 2013, và là Trưởng ban Dân vận vào tháng 12. Tháng 10 năm 2015, tại Đại hội Đảng bộ tỉnh Thái Bình lần thứ 19, ông tái đắc cử là Tỉnh ủy viên, được bầu vào Ban Thường vụ Tỉnh ủy, tiếp tục là Trưởng ban Dân vận Tỉnh ủy Thái Bình. Tháng 9 năm 2019, ông được phân công làm Phó Bí thư Tỉnh ủy rồi Phó Bí thư thường trực từ tháng 6 năm 2020. Tháng 9 năm 2020, tại Đại hội Đảng bộ tỉnh Thái Bình lần thứ 20, ông tái đắc cử Thường vụ Tỉnh ủy, được phân công làm Bí thư Đảng đoàn Hội đồng nhân dân tỉnh, được bầu làm Chủ tịch Hội đồng nhân dân tỉnh Thái Bình trước đó, vào ngày 10 tháng 8. Tháng 4 năm 2021, ông ứng cử và trúng cử Đại biểu Hội đồng nhân dân tỉnh Thái Bình, là đại biểu từ năm 2004, rồi tái đắc cử Chủ tịch Hội đồng nhân dân tỉnh Thái Bình khóa XVII, nhiệm kỳ 2021 – 2026.

## Khen thưởng
Trong sự nghiệp, Nguyễn Tiến Thành được trao một số giải thưởng như:
- Huân chương Chiến sĩ vẻ vang hạng Ba: 1987;
- Bằng khen của Thủ tướng Phan Văn Khải, 2002;
- Huân chương Lao động hạng Ba (2011), hạng Nhì (2017);